# Dicamptodon ensatus
Dicamptodon ensatus är ett stjärtgroddjur i familjen västliga mullvadssalamandrar som finns i Kalifornien.

## Utseende
Arten är mycket stor och kraftigt byggd, och kan nå över 30 centimeters längd. Den har en lång svans, som är ihoptryckt från sidorna för att tjäna som ett hjälpmedel när djuret simmar. Färgteckningen är variabel. Ryggsidan är vanligen ljust rödbrun med ett spräckligt, kopparfärgat mönster. Buksidan är vitaktig eller gulgrå, och vanligtvis utan några markeringar. Neoteni förekommer, det vill säga fenomenet att larven aldrig förändras, utan det vuxna, könsmogna djuret bibehåller larvkaraktärerna. Larven har korta, buskiga, gråröda yttre gälar, och är ofta svartfläckig. Den har en ganska kort fena på ovan- och undersidan av svansen.

## Utbredning
Arten finns i västra centrala Kalifornien i USA.

## Vanor
Dicamptodon ensatus är framför allt nattaktiv, och är ofta aktiv under regniga nätter. De vuxna djuren lever i fuktig skog nära vatten, och gömmer sig gärna under stenar och trädstockar. Djuret har ett skällande läte.

### Föda och predatorer
Inte mycket är känt om dess diet, men troligtvis består den av både ryggradslösa djur som sniglar, snäckor, skalbaggar och nattsländelarver och mindre ryggradsdjur, som andra stjärtlösa groddjur, ödlor och smågnagare som näbbmöss och möss. Larverna livnär sig av bland annat insekter, ormar och småfisk. Kannibalism förekommer. Bland fienderna hittar man större fåglar, smågnagare och reptiler som strumpebandssnokar. Arten har en giftig hudutsöndring, som kan avskräcka en del fiender. Arten kan också bitas smärtsamt.

### Fortplantning
Fortplantning och larvutveckling är akvatisk och sker i kalla klara vattendrag, bergssjöar och dammar. Fortplantningen antas äga rum under vår och höst. Honan lägger mellan 85 och 200 ägg i ett gömsle under vatten och vaktar äggen i flera månader; hon äter litet eller inget under tiden. Äggen kan ta upptill 5 månader för att kläckas. Larverna förvandlas under andra levnadsåret.

## Status
Dicamptodon ensatus är klassificerad som missgynnad ("NT"), men inga egentliga data finns som visar att arten minskar i antal. Det lilla utbredningsområdet gör den emellertid känslig för åtgärder som urbanisation, agrikulturell verksamhet och skogsavverkning.